# Pleocnemia irregularis
Pleocnemia irregularis är en ormbunkeart som först beskrevs av Karel Presl, och fick sitt nu gällande namn av Holtt. Pleocnemia irregularis ingår i släktet Pleocnemia och familjen Tectariaceae. Inga underarter finns listade.